# Petr Treml
Petr Treml est un entraîneur et ancien joueur tchèque de basket-ball né le 23 novembre 1967 à Prague.
Treml joue la majeure partie de sa carrière à l'USK Prague. Il joue l'Euroleague en 1991-1992, 1992-1993 et 1993-1994. Treml joue aussi la coupe Korać en 1995, 1996 et 1997. Il réussit de bonnes performances individuelles (49 points dans la série aller-retour contre le BC Orka, au tour préliminaire en 1996 et 18,6 points de moyenne en 1996-1997) mais l'équipe ne dépasse jamais les tours préliminaires. L'USK Prague participe à la Coupe Saporta lors de la saison 1997-1998. Le club ne passe pas la phase de poules mais Treml marque 17,2 points en moyenne par rencontre.
Il participe au championnat d'Europe masculin de basket-ball en 1999 avec l'équipe tchèque. Il marque 7,2 points en moyenne par rencontre avec une bonne adresse : 62,5 % à deux points et 38,9 % à trois points. L'équipe finit à la 11e place sur 16 équipes.
En 2000 et 2001, il remporte le championnat avec l'USK.
Il travaille comme entraîneur adjoint à l'USK Prague jusqu'en juin 2011 où il prend le poste d'entraîneur de l'équipe féminine du VŠ Prague regroupant les joueuses universitaires et qui évolue en première division.
En août 2010, il est l'entraîneur de l'équipe tchèque qui participe au Championnat d'Europe des 16 ans et moins en division B. L'équipe obtient la médaille d'or et est promue en division A, la première division européenne. En août 2011, il entraîne de l'équipe tchèque qui participe au Championnat d'Europe des 16 ans et moins et qui obtient la médaille d'argent.